# Joan Fronjosa
Joan Fronjosa i Salomó (Barcelona, 1892 - Caracas, 1972) fue un político de Cataluña, España. 
Se formó como tornero en la Escola del Treball de Barcelona. Ingresó en la Unió Socialista de Catalunya (USC) y fue diputado del Parlamento de Cataluña en 1932. En 1936 la USC se integró en el Partit Socialista Unificat de Catalunya (PSUC). Fue miembro del Secretariado General de la Unión General de Trabajadores (UGT). Después, pasó a fundar un nuevo sindicato entre miembros descontentos de la UGT, la Unió General de Sindicats Obrers de Catalunya, que presidió. 
Se integró en la Consejería de Economía de la Generalidad de Cataluña. Después de la Guerra Civil se exilió en Francia y posteriormente se trasladó a México a bordo del buque Sinaia junto con su familia, adonde llegaron el 13 de junio de 1939. En México volvió a trabajar como tornero y abandonó el PSUC para ingresar en el Moviment Social d'Emancipació Catalana. Más tarde emigró a Caracas, donde fue jefe de la Escuela Técnica Oficial, para la que escribió diversos manuales.